# Hapalaraea
Hapalaraea — род жуков-стафилинид из подсемейства Omaliinae.

## Описание
Третий сегмент усиков у основания чуть тоньше вершины второго. Задняя лапки длиннее половины задней голени. Тело с параллельными боками.

## Систематика
К роду относятся:
- вид: Hapalaraea alutacea (Reitter, 1909)
- вид: Hapalaraea pygmaea (Paykull, 1800)
- вид: Hapalaraea settei Zanetti, 1983